# Victor Billiet
Victor Joseph Ghislain Billiet (Rochefort, 6 augustus 1915 - 9 mei 2000) was een Belgisch senator.

## Levensloop
Billiet was atheneumleraar.
Voor de Liberale Partij werd hij in 1946 verkozen tot gemeenteraadslid van Rochefort, waar hij van 1953 tot 1958 burgemeester was. Tevens was hij van 1954 tot 1958 provincieraadslid van Namen.
Van 1965 tot 1974 zetelde hij in de Senaat als provinciaal senator voor Namen.